# 211 (عدد)
211 هو عدد صحيح. طبيعي بين 210 و212

## في الرياضيات

### خصائص
- 211عدد أولي
- 211عدد فردي
- 211عدد ناقص